# The Living Sea
The Living Sea (с англ. — «Живой океан») — саундтрек, сочинённый Стингом в 1995 году для документального фильма «Живой океан». Диск был записан Стингом и Стивом Вудом. Он содержит несколько сольных композиций Стинга (которые уже издавались ранее), а также новые песни — написанные Стингом и Вудом.
Также, в записи альбома принял участие гитарный дуэт Strunz & Farah, в качестве сессионных музыкантов.

## Список композиций
Все песни написаны Стингом, за исключением отмеченных.
| №   | Название                                           | Автор(ы) | Длительность |
| --- | -------------------------------------------------- | -------- | ------------ |
| 1.  | «Fragile»                                          |          | 3:24         |
| 2.  | «Why Should I Cry for You?»                        |          | 2:57         |
| 3.  | «Cool Breeze»                                      |          | 3:48         |
| 4.  | «Mad About You»                                    |          | 6:18         |
| 5.  | «Ocean Waltz»                                      |          | 3:08         |
| 6.  | «One World (Not Three) / Love Is the Seventh Wave» |          | 4:45         |
| 7.  | «Why Should I Cry for You?»                        |          | 6:31         |
| 8.  | «Saint Agnes and the Burning Train»                |          | 2:43         |
| 9.  | «Tides»                                            |          | 3:08         |
| 10. | «Why Should I Cry for You?»                        |          | 6:58         |
| 11. | «Arrival»                                          | Стив Вуд | 1:40         |
| 12. | «Jellyfish Lake»                                   | Стив Вуд | 3:01         |
| 13. | «Fragile (Reprise)»                                |          | 3:53         |

## Участники записи
- Стинг — вокал, гитара, бас-гитара
- Алан Деремо — бас-гитара
- Тим Ландерс — бас-гитара
- Ардесхир Фарах — гитара
- Майкл Хэмилтон — гитара
- Джордж Странц — гитара
- Брент Льюис — барабаны икаума
- Нэйт Вуд — ударные
- Дэниел Мэй — оркестровка
- Кевин Рикард — перкуссия
- Мечито Санчес — перкуссия
- Марк Руссо — саксофон
- Бет Вуд — голоса
- Стив Вуд — синтезатор, голоса